# Miryam Anllo
Miryam Anllo Vento (Madrid, 1963) es una diseñadora gráfica española.

## Trayectoria
Se graduó en Artes Aplicadas y Oficios Artísticos, en la especialidad de Ilustración, por la Escuela de Artes Aplicadas y Oficios Artísticos de Madrid. Inició su carrera profesional en 1985 con la creación de Estudio de Diseño, junto a Gloria Gallego. Entre 1987 y 1990 trabajó como freelance para varias empresas españolas y alemanas en Múnich hasta que en 1991 regresó a Madrid y se hizo cargo, hasta 1993, de la dirección de arte de la agencia de promoción y diseño Bubbels. 
En 1994 creó la empresa Diseño de Acontecimientos, cuya actividad se centraba en la organización de eventos, diseño y promoción de artistas. En 2006 se incorporó al estudio Sendín & Asociados como directora de diseño, y en 2009 fundó en Urueña (Valladolid) el espacio DiLab, del cual es directora, centrado en la difusión de la cultura contemporánea. Es socia de la Asociación Española de Profesionales del Diseño y de Asociación Diseñadores de Madrid (DIMAD), de las cuales fue vocal y secretaria general.

## Exposiciones
- "03.06.03, Madrid", en la galería Arteara de Madrid.[3]
- "Puertas y una salida", en la Torre del Reloj de Olmedo.[7]

## Reconocimientos
- Premio Profesional del I Certamen Nacional de Diseño Gráfico de Caja Madrid (1998).[3]
- Premio Nacional en los IX Premios AEPD (2002).[3]
- Segundo Premio del concurso de ideas para el logotipo del Metro de Málaga.[2]
- Tercer y Quinto Premio del concurso HP Inspire 2004.[2]
- Premios Igualdad de Oportunidades en la Empresa 2010.[8]